# Va banque (film)
Va banque er en tysk stumfilm fra 1920 af Léo Lasko.

## Medvirkende
- Fritz Kortner som S. M. Wulff
- Edith Meller som Hella
- Meinhart Maur som Krojanker
- Charles Willy Kayser som Herbert von Hochberg
- Erich Pabst som Aristid
- Niels Prien som Isenburg
- Gerhard Ritterband som Piccolo Fritz
- Fritz Beckmann som Korn
- Paul Biensfeldt
- Hugo Flink